# Губернатор Гонконга
Губернатор Гонконга (англ. The Governor of Hong Kong, кит. 香港總督/港) — официальный представитель монарха Великобритании в Британском Гонконге с 1843 по 1997 годы. Губернатор являлся председателем Исполнительного совета Гонконга и главнокомандующим частями британской армии в Гонконге. Полномочия губернатора были определены специальными документами, утверждёнными британским монархом — Hong Kong Letters Patent и Hong Kong Royal Instructions. По окончании британского правления при передаче суверенитета над Гонконгом КНР в 1997 году, большинство гражданских функций губернатора перешли главному министру Администрации Гонконга, а военные — командующему гонконгским гарнизоном Народно-освободительной армии Китая.

## Губернатор
С 1843 года губернатор, назначаемый британский монархом по представлению министра иностранных дел, осуществлял всю полноту исполнительной власти в Гонконге до последних лет британского правления, за исключением краткого перерыва во время Второй мировой войны.
Губернатор Гонконга возглавлял колониальное правительство Гонконга — Исполнительный совет и до 1993 года также возглавлял законодательную ветвь власти — Законодательное собрание,которое было консультативным органом при нём. При этом большинство членов Законодательного собрания губернатор назначал лично, до проведения первых непрямых выборов в 1985 году. Изначально в составе как Исполнительного совета, так и Законодательного собрания преобладали британские экспаты, впоследствии в них возрастал удельный вес этнических китайцев. Исторически сложилось, что губернаторы Гонконга были профессиональными дипломатами. В декабре 1996 года заработная плата губернатора Гонконга составляла HK$ 3,036 млн в год и не облагалась налогом, что составляло 125 % по отношению к зарплате главного секретаря администрации Гонконга — второго по значимости должностного лица в администрации Британского Гонконга. В отсутствие губернатора его замещал Главный секретарь, который становился исполняющим обязанности губернатора. Исторически сложилось, что должность Главного секретаря занимали военные либо выходцы из министерства по делам колоний.
Во время второй мировой войны, когда контроль над Гонконгом установила японская оккупационная армия, пост губернатора последовательно занимали четверо японских военных — 3 генерала японской императорской армии и 1 вице-адмирал императорского флота.

## Транспорт
Губернатор Гонконга использовал Daimler DS420 для повседневного пользования и Rolls-Royce Phantom V для торжественных выездов. Обе эти машины были вывезены британским флотом сразу же после передачи Гонконга Китаю 1 июля 1997 года.

## Резиденции
- Первый администратор Гонконга, сэр Генри Поттинджер, проживал с 1843 по 1846 годы в здании бывшей французской миссии, в этом здании сейчас находится Апелляционный суд высшей инстанции Гонконга. Его преемник, сэр Джон Дэвис, также жил там до переезда в Кейн-роуд.
- Начиная с 4-го губернатора, сэра Джона Бауринга, губернаторы Гонконга проживали в Доме правительства[англ.].

## Список губернаторов
| №                                    | Фото | Губернатор (русское и китайское написание)                 | Вступление в должность | Уход с должности |
| ------------------------------------ | ---- | ---------------------------------------------------------- | ---------------------- | ---------------- |
| —                                    |      | сэр Чарльз Эллиот администратор                            | 26 января 1841         | 12 августа 1841  |
| —                                    |      | Александр Джонстон и. о. администратора                    | 22 июня 1841           | декабрь 1841     |
| —                                    |      | сэр Генри Поттинджер, 1-й баронет Поттинджер администратор | 12 августа 1841        | 26 июня 1843     |
| —                                    |      | Александр Джонстон и. о. администратора                    | июнь 1842              | декабрь 1842     |
| 1                                    |      | сэр Генри Поттинджер, 1-й баронет Поттинджер 砵甸乍        | 26 июня 1843           | 8 мая 1844       |
| 2                                    |      | сэр Джон Фрэнсис Дэвис, 1-й баронет Дэвис 戴維斯           | 8 мая 1844             | 18 марта 1848    |
| —                                    |      | Уильям Стэйвли администратор                               | 18 марта 1848          | 21 марта 1848    |
| 3                                    |      | сэр Джордж Бонэм 文咸                                      | 21 марта 1848          | 13 апреля 1854   |
| 4                                    |      | сэр Джон Бауринг 寶靈                                      | 13 апреля 1854         | 5 мая 1859       |
| —                                    |      | Уильям Кейн администратор                                  | 5 мая 1859             | 9 сентября 1859  |
| 5                                    |      | сэр Геркулес Робинсон 羅士敏                               | 9 сентября 1859        | 15 марта 1865    |
| —                                    |      | Уильям Мерсер администратор                                | 15 марта 1865          | 11 марта 1866    |
| 6                                    |      | сэр Ричард Грейвз Макдоннелл 麥當奴                        | 11 марта 1866          | 11 апреля 1872   |
| —                                    |      | Генри Уайтфилд администратор                               | 11 апреля 1872         | 16 апреля 1872   |
| 7                                    |      | сэр Артур Кеннеди 堅尼地                                   | 16 апреля 1872         | 1 марта 1877     |
| —                                    |      | Джон Гардинер Остин администратор                          | 1 марта 1877           | 22 апреля 1877   |
| 8                                    |      | сэр Джон Хеннеси 軒尼詩                                    | 22 апреля 1877         | 7 марта 1882     |
| —                                    |      | Малькольм Тоночи администратор                             | 7 марта 1882           | 28 марта 1882    |
| —                                    |      | сэр Уильям Марш администратор                              | 28 марта 1882          | 30 марта 1883    |
| 9                                    |      | сэр Джордж Боуэн 寶雲                                      | 30 марта 1883          | 21 декабря 1885  |
| —                                    |      | сэр Уильям Марш администратор                              | 21 декабря 1885        | 25 апреля 1887   |
| —                                    |      | Уильям Камерон администратор                               | 25 апреля 1887         | 6 октября 1887   |
| 10                                   |      | сэр Уильям Де Вё 德輔                                      | 6 октября 1887         | 7 мая 1891       |
| —                                    |      | сэр Джордж Баркер администратор                            | 7 мая 1891             | 10 декабря 1891  |
| 11                                   |      | сэр Уильям Робинсон 羅便臣                                 | 10 декабря 1891        | 1 февраля 1898   |
| —                                    |      | сэр Уилсон Блэк администратор                              | 1 февраля 1898         | 25 ноября 1898   |
| 12                                   |      | сэр Генри Блейк 卜力                                       | 25 ноября 1898         | 21 ноября 1903   |
| —                                    |      | сэр Фрэнсис Мэй администратор                              | 21 ноября 1903         | 29 июля 1904     |
| 13                                   |      | сэр Мэтью Нэтхен 彌敦                                      | 29 июля 1904           | 20 апреля 1907   |
| —                                    |      | сэр Фрэнсис Мэй администратор                              | 20 апреля 1907         | 29 июля 1907     |
| 14                                   |      | сэр Фредерик Лугард 盧吉                                   | 29 июля 1907           | 16 марта 1912    |
| —                                    |      | Клод Северн администратор                                  | 16 марта 1912          | 24 июля 1912     |
| 15                                   |      | сэр Фрэнсис Мэй 梅含理                                     | 24 июля 1912           | 12 сентября 1918 |
| —                                    |      | Клод Северн администратор                                  | 12 сентября 1918       | 30 сентября 1919 |
| 16                                   |      | сэр Реджинальд Эдвад Стаббс 司徒拔                         | 30 сентября 1919       | 19 марта 1925    |
| —                                    |      | Клод Северн администратор                                  | 19 марта 1925          | 1 ноября 1925    |
| 17                                   |      | сэр Сесил Клементи 金文泰                                  | 1 ноября 1925          | 1 февраля 1930   |
| —                                    |      | Томас Сауторн администратор                                | 1 февраля 1930         | 9 марта 1930     |
| 18                                   |      | сэр Уильям Пил 貝璐                                        | 9 мая 1930             | 17 мая 1935      |
| —                                    |      | Томас Сауторн администратор                                | 17 мая 1935            | 13 сентября 1935 |
| —                                    |      | Норман Смит администратор                                  | 13 сентября 1935       | 1 ноября 1935    |
| —                                    |      | Томас Сауторн администратор                                | 1 ноября 1935          | 12 декабря 1935  |
| 19                                   |      | сэр Эндрю Колдекотт 郝德傑                                 | 12 декабря 1935        | 16 апреля 1937   |
| —                                    |      | Норман Смит администратор                                  | 16 апреля 1937         | 28 октября 1937  |
| 20                                   |      | сэр Джеффри Норткоут 羅富國                                | 28 октября 1937        | 6 сентября 1941  |
| —                                    |      | Норман Смит Администратор                                  | 6 сентября 1941        | 10 сентября 1941 |
| 21                                   |      | сэр Марк Янг 楊慕琦                                        | 10 сентября 1941       | 25 декабря 1941  |
| В период японской оккупации          |      |                                                            |                        |                  |
| I.                                   |      | Такаси Сакаи 酒井隆 Администратор                          | 25 декабря 1941        | 20 февраля 1942  |
| II.                                  |      | Масаити Ниими 新見政一 Администратор                       | 25 декабря 1941        | 20 февраля 1942  |
| III.                                 |      | Рэнсукэ Исогаи 磯谷廉介                                    | 20 февраля 1942        | 24 декабря 1944  |
| IV.                                  |      | Хисакадзу Танака 田中久一                                  | 1 февраля 1945         | 16 августа 1945  |
| Восстановление британского правления |      |                                                            |                        |                  |
| —                                    |      | сэр Франклин Джимсон временное правительство               | 28 августа 1945        | 30 августа 1945  |
| —                                    |      | сэр Сесил Харкерт военное правление                        | 1 сентября 1945        | 1 мая 1946       |
| 21                                   |      | сэр Марк Янг 楊慕琦                                        | 1 мая 1946             | май 1947         |
| —                                    |      | Дэвид Макдугалл администратор                              | май 1947               | 25 июля 1947     |
| 22                                   |      | сэр Александр Грэнтхем 葛量洪                              | 25 июля 1947           | декабрь 1957     |
| —                                    |      | Эдгеуорт Дэвид администратор                               | декабрь 1957           | 23 января 1958   |
| 23                                   |      | сэр Роберт Блэк 柏立基                                     | 23 января 1958         | март 1964        |
| —                                    |      | Эдмунд Тисдейл администратор                               | март 1964              | 14 апреля 1964   |
| 24                                   |      | сэр Дэвид Тренч 戴麟趾                                     | 14 апреля 1964         | октябрь 1971     |
| —                                    |      | сэр Хью Норман-Уокер администратор                         | октябрь 1971           | 19 ноября 1971   |
| 25                                   |      | сэр Мюррей, Маклхаус 麥理浩                                | 19 ноября 1971         | апрель 1982      |
| —                                    |      | сэр Филип Хэддон-Кейв администратор                        | апрель 1982            | 20 мая 1982      |
| 26                                   |      | сэр Эдвард Юди 尤德                                        | 20 мая 1982            | 4 декабря 1986   |
| —                                    |      | сэр Дэвид Эйкерс-Джонс 鍾逸傑 и. о. губернатора            | 4 декабря 1986         | 9 апреля 1987    |
| 27                                   |      | сэр Дэвид Уилсон 衛奕信                                    | 9 апреля 1987          | 9 июля 1992      |
| 28                                   |      | Крис Паттен 彭定康                                         | 9 июля 1992            | 30 июня 1997     |